# Stampen

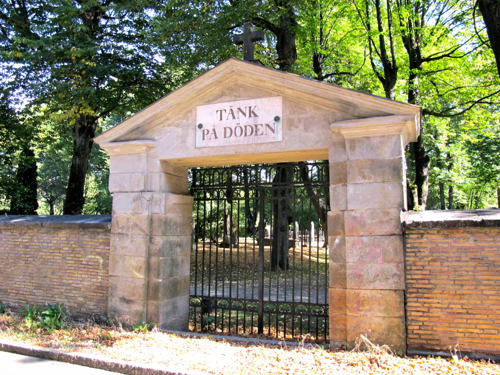
Tänk på döden kan alla besökare till Stampens kyrkogård läsa och begrunda innan de anträder begravningsplatsen.

Stampen är en stadsdel och ett primärområde i stadsområde Centrum i Göteborgs kommun. Stampens stadsdelsgräns är historiskt sett naturlig, såsom ett vattenomflutet område med Vallgraven i väster, Fattighusån i söder, Mölndalsån i öster och vassen mot Göta älv i norr. Stadsdelen har en areal på 35 hektar.
Stadsdelen har tät kvartersbebyggelse med kontor och bostäder intill huvudgatorna Odinsgatan-Friggagatan.
Centralt i stadsdelen ligger Stampens kyrkogård med sin stenportal med inskriften "Tänk på döden", Mariakyrkan och Mariagården – Fattighuset.
Vid Svingeln ligger det gamla tukt- och spinnhuset från 1742. Husen har sedan 1909 kallats för Gullbergsbrohemmet.
Genom området rinner Mölndalsån, med Stampen väster- och norra Gårda öster om ån.
Norra Gårda är under kraftig omvandling från industri- och lagerområde till att bli en del av centrum. Nya kontorskomplex och lägenheter för 3 000 boende byggs eller planeras för stadsdelen. Spårvägssällskapet Ringliniens och Göteborgs spårvägars spårvagnshallar ligger också i stadsdelen.

## Byggnadsminnen
Stadsdelen Stampen har tre byggnadsminnen:
- Gullbergsbrohemmet
- Mariagården
- Posthuset

## Historia
Den 7 oktober 1641 invigdes den kanal från Mölndalsån till Vallgraven som senare kom att kallas Fattighusån. Där dessa två vattendrag möts anlades 1627 ett tegelbruk. Utefter Stora landsvägen (dagens Stampgatan) uppstod en bebyggelse av enkla trähus, där staden arrenderade ut mark till små landerier och plantager.

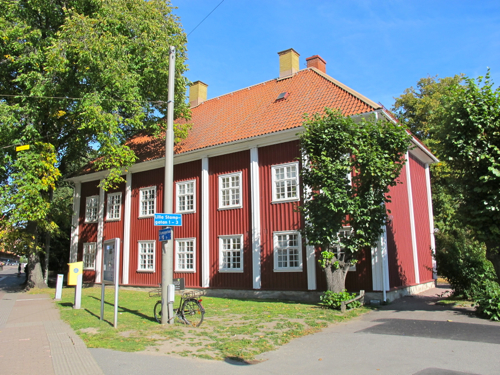
Fattighuset - Mariagården - vid Stampgatan.

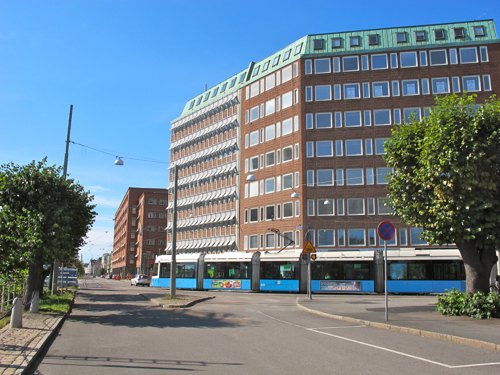
Spårvagn på Stampgatan

Namnet Stampen kommer av den oljestamp, som kvarnbyggaren och stadsbyggmästaren Jacob Feigel 1715 anlade. Detta området kom att kallas för Stampen. Efterhand kom namnet att gälla hela trakten runt Fattighuset, där även brännvinsbränneri, barnhus, spinnhus, Mariakyrkan (färdigbyggd 1815) och Äldre begravningsplatsen fanns. Oljestampen låg vid ett litet vattendrag, som förde överskottsvatten från den grävda kanalen, senare kallad Fattighusån, till Gullbergsvass. Ån hette Drank ån, och mynnade ut i dels Fattighuskanalen och dels i Fattigförsörjningsvassen. Den hade sitt namn eftersom det närbelägna Cronobränneriet här släppte ut sitt avfall.
Trakten kring oljestampen kom att kallas Stampen, första gången 1727. Sedan oljestampen kommit till, fick det lilla vattendraget också ett namn, Stampån. Stampån lades igen år 1854. Den var belägen mellan nuvarande Stampgatan 22 och Stampgatan 24.
David Amija och Hans Coopman anlade 1704 en klädesstamp (ett stampverk) på platsen för Dispensären. Denna byggnad såldes 1725 av H. von Gerdes dödsbo till staden för att användas som fattighus; köpesumman var 600 daler silvermynt. Det forna klädesstamphuset finns inte kvar, och Dispensärcentralen, som först användes som fattighus, uppfördes efter ritningar av Bengt Wilhelm Carlberg 1767, och 1929 flyttade Göteborgs Dispensär in i det gamla trähuset. År 1973 flyttade Dispensären sin verksamhet till Landala, och i samband med att Domkyrkoförsamlingen tog över huset ändrades namnet till Mariagården.
Tegelbergs värdshus, senare Langes, låg på Stampenområdet under slutet av 1700-talet.
Förstaden Stampen fick sitt officiella namn 1923, och hade beteckningen 16:e rote innan dess. Namnet Stampgatan fastställdes dock redan 1883 (innan dess Nye Wägen 1641, Steenwägen och Jordwägen 1682, Fattighusgatan 1831, Fattighuswägen 1834).
Barnhuset vid Stampgatan har anor sedan mitten av 1700-talet, men det nuvarande huset på Prippska tomten är från 1857. Även bryggeri- och brännvinsverksamheten startade i mitten av 1700-talet, och 1828 startade J.A. Pripp bryggeriet Pripps som fram till 1976 satte sin prägel på stadsdelen och som gett namn åt Prippska tomten. Under början av 1900-talet anlades en av Göteborgs spårvägs vagnhallar vid korsningen Stampgatan–Alströmergatan. Den revs på 1980-talet i samband med att spårvägens nya hall stod klar i Gårda. Efter att under flera år varit en rivningstomt finns idag bostäder där. Från 1930-talet och många år framåt, huserade Anna Lindströms Småbrödsbageri inne på gården på Alströmergatan 3B. Många var de brödutbärare och utkörare som utgick därifrån. 
Wallqvist skriver efter en besiktning av stadsdelen 1889; "Stampen upptages till stor del av industrietablissement och offentliga byggnader. De trähus, som ännu finnas, äro dåliga och grunden fuktig. Stenhusens antal ökas emellertid årligen och förbättringen fortskrider."

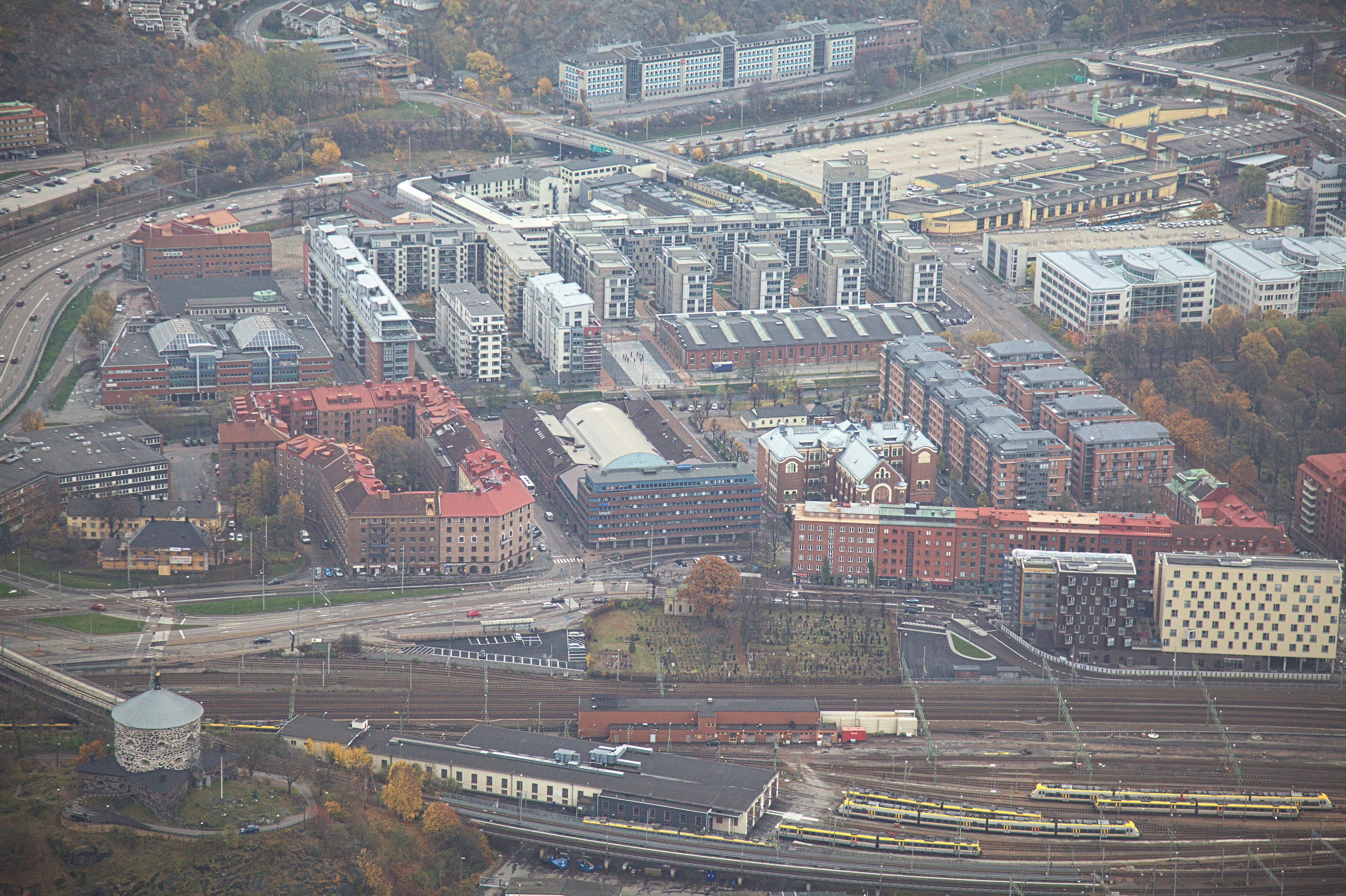
Norra Gårda från luften i oktober 2013.

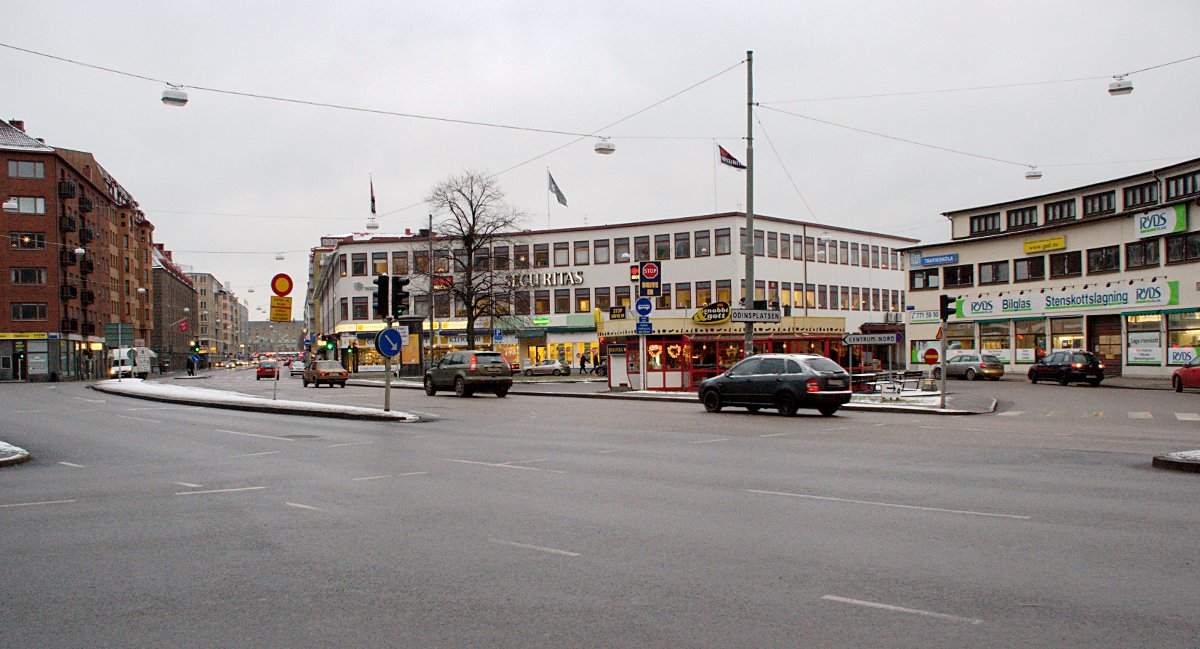
Odinsplatsen sedd mot Odinsgatan.

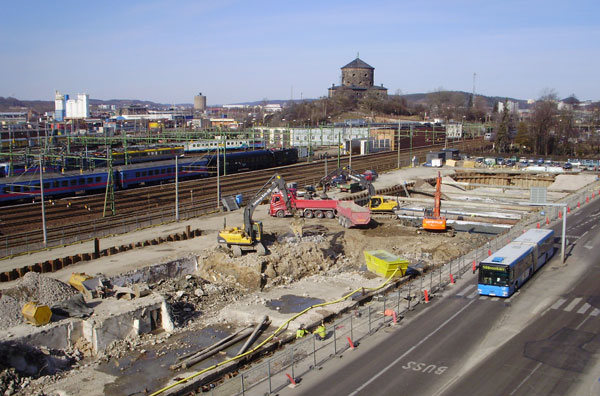
Friggagatan i Göteborg, mars 2009, de gamla MC-butikerna är rivna och arbetet med nya bostäder har startat. Denna plats mellan Friggagatan och järnvägen kallades förr Åkare heden.

Den nya bebyggelsen följde till viss del 1866 års stadsplan där gatorna strålade ut från Odinsplatsen. Från 1890 till 1910 uppfördes 4-5 vånings stenhus och 1930–1940 byggdes även några kvarter med 5–7 vånings stenhus. Landshövdingehusen fanns aldrig här.
Stadsdelen fick två skolor: Östra Realskolan (1906), idag Samskolan, samt Odinsskolan (1919), idag ABF Vuxenutbildning. År 1925 invigdes Posthuset vid Drottningtorget, och i mitten av 1930-talet flyttade Göteborgs-Posten till sitt nya hus vid Polhemsplatsen.
Ända in på 1930-talet fanns vissa trähus från 1700-talet kvar, och ännu på 1960-talet fanns stora delar av stenhusbebyggelsen från 1800-talets senare hälft kvar, men allt utom Fattighuset och Fattighuskyrkan revs. På 1970-talet revs också stenhusen längs Äldre begravningsplatsen.

## Oscarsdal
Oscarsdal, kallades det område norr om Stampens kyrkogård, som idag utgör kvarteren 19 Lilla Bält, 20 Halmstad och 21 Lund (eller Bältgatan i söder; Friggagatan i väster; Gullbergsbrogatan i norr och Norra Ågatan i öster), kan i stadens handlingar spåras ända tillbaka till Göteborgs grundläggning. Dessutom tycks det ha behållit sina ursprungliga gränser, men gått under olika namn.

## Eckmanska bryggeriet
Det första bryggeriet på Stampen var det Eckmanska, startat 1752–58 av stadsbokhållaren Lorentz Eckman. Det var på auktion 1749 som Eckman ropade in "Plats No 2" utanför Drottningporten, ett område på 25 600 kvadratmeter, beskrivet som "mot landsvägen eller söder 70 alnar, emot tobakslandet eller väster 112 alnar, emot norr 102 alnar, sedan tillbaka mot öster eller en rät linje över den bukt som kanalen formerar till ändan av bron vid landsvägen 114 alnar". Eckman avled 1775 och verksamheten fortsattes av hans änka till 1786, då den såldes till gördelmakare Jöran Bremberg. År 1828 arrenderades det Brembergska bryggeriet till Johan Albrecht Pripp, vilket blev starten på Pripps Bryggeri

## Nyckeltal

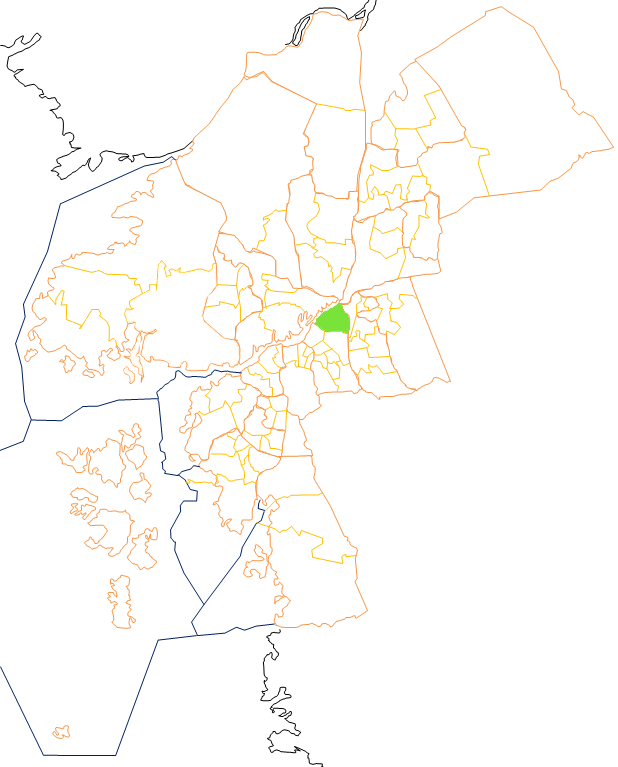
Stampen

Nyckeltalen redovisar statistik som beskriver Göteborg och dess 96 delområden, primärområden, per den 31 december och kan användas för att jämföra de olika områdena. Nedan redovisas uppgifter för primärområdet och jämförelse görs mot uppgifterna för hela kommunen.
|                                                           | Stampen    | Hela Göteborg |
| --------------------------------------------------------- | ---------- | ------------- |
| Folkmängd                                                 | 6 829      | 587 549       |
| Befolkningsförändring 2020–2021                           | -165       | +4 493        |
| Andel födda i utlandet                                    | 23,1 %     | 28,3 %        |
| Andel utrikes födda eller med två utrikes födda föräldrar | 31,1 %     | 38,1 %        |
| Medelinkomst                                              | 354 600 kr | 332 400 kr    |
| Arbetslöshet                                              | 3,3 %      | 6,6 %         |
| Antal ersatta dagar från F-kassan per person (16-64 år)   | 15,8       | 19,5          |
| Andel med eftergymnasial utbildning (minst 3 år)          | 42,2 %     | 37,9 %        |
| Andel bostäder före 1941                                  | 28,4 %     |               |
| Andel bostäder i allmännyttan                             | 16,4 %     | 25,9 %        |
| Antal färdigställda bostäder 2021                         | 0          |               |
| Andel bostäder i småhus                                   | 0,0 %      | 18,3 %        |

## Stadsområdes- och stadsdelsnämndstillhörighet
Primärområdet tillhörde fram till årsskiftet 2020/2021 stadsdelsnämndsområdet Centrum och ingår sedan den 1 januari 2021 i stadsområde Centrum.

## Byggnadskvarter
Samtliga kvartersnamn i stadsdelen har namn efter kända slag i den svenska krigshistorien.

- Kvarter 1 Bråvalla - Slaget vid Bråvalla
- Kvarter 2 Fyrisvall - Slaget vid Fyrisvallarna
- Kvarter 3 Svolder - Slaget vid Svolder
- Kvarter 4 Lena - Slaget vid Lena
- Kvarter 5 Gestilren - Slaget vid Gestilren
- Kvarter 6 Herrevadsbro -Slaget vid Herrevadsbro
- Kvarter 7 Åsle - Slaget vid Åsle
- Kvarter 8 Brunkeberg - Slaget vid Brunkeberg
- Kvarter 9 Brännkyrka - Slaget vid Brännkyrka
- Kvarter 10 Brunnbäck - Slaget vid Brunnbäcks färja
- Kvarter 11 Stångebro - Slaget vid Stångebro
- Kvarter 13 Breitenfeld
- Kvarter 14 Wittstock
- Kvarter 15 Chemnitz
- Kvarter 16 Jankowitz
- Kvarter 17 Warschau
- Kvarter 18 Stora Bält
- Kvarter 19 Lilla Bält
- Kvarter 20 Halmstad
- Kvarter 21 Lund
- Kvarter 22 Narva
- Kvarter 24 Klissow